# Paris vietnamensis
Paris vietnamensis är en nysrotsväxtart som först beskrevs av Armen Tachtadzjan, och fick sitt nu gällande namn av Hen Li. Paris vietnamensis ingår i släktet ormbärssläktet, och familjen nysrotsväxter. Inga underarter finns listade.